# LOVE×Singles
『LOVE×Singles』（ラブシングレス）は、榊原ゆいの1枚目のシングルコレクション。2009年7月3日にLOVE×TRAX☆Recordsよりリリースされた。「jewelry days」から「Imitation」までのカップリングを含めた全8曲とInstrumentalを収録している。

## 収録曲
1. jewelry days
  - 作詞：榊原ゆい、作曲・編曲：DJ SHIMAMURA
  - PCゲーム『オーガストファンBOX』テーマソング
2. Love×2♪song
  - 作詞：榊原ゆい、作曲・編曲：DJ SHIMAMURA
  - Webラジオ『LOVE×れでぃお』テーマソング
3. 此の花咲ク頃
  - 作詞・作曲：榊原ゆい、編曲：幡手康隆
  - PCゲーム『ピアノの森の満開の下』オープニングテーマ
4. ちるはなさくら
  - 作詞：榊原ゆい、作曲・編曲：Manack
  - PCゲーム『ピアノの森の満開の下』エンディングテーマ
5. Eternal Destiny
  - 作詞：榊原ゆい、作曲・編曲：DJ SHIMAMURA
  - PCゲーム『夜明け前より瑠璃色な』オープニングテーマ
6. Love☆Emergency
  - 作詞：榊原ゆい、作曲・編曲：Kors K
  - Webラジオ『LOVE×れでぃお』テーマソング
7. Imitation
  - 作詞・作曲：榊原ゆい、編曲：幡手康隆
  - PCゲーム『Imitation Lover』オープニング主題歌
8. feel
  - 作詞・作曲：榊原ゆい、編曲：幡手康隆
  - PCゲーム『Imitation Lover』エンディング主題歌
9. jewelry days（Instrumental）
10. Love×2♪song（Instrumental）
11. 此の花咲ク頃（Instrumental）
12. ちるはなさくら（Instrumental）
13. Eternal Destiny（Instrumental）
14. Love☆Emergency（Instrumental）
15. Imitation（Instrumental）
16. feel（Instrumental）